# Себастьян де Рего Баррос Нетто
Себастьян де Рего Баррос Нетто (порт. Sebastião do Rego Barros Netto) (27 січня 1940 — 9 листопада 2015) — був бразильським юристом та дипломатом. Надзвичайний і Повноважний Посол Бразилії в Україні (1991-1995).

## Життєпис
Він служив послом Бразилії в СРСР з 26 січня 1990 року до 26 грудня 1991 року. Після розпаду Радянського Союзу, він служив першим пострадянським послом Бразилії в Росії та в Україні з грудня 1991 року до грудня 1994 року. Його останнім було дипломатичне призначення послом Бразилії в Аргентині від 26 січня 1999 року до 27 грудня 2001 року.
Рего Баррос також служив Генеральним Директором Національного агентства з нафти, природного газу і біопалива (ANP) з 2001 по 2005 рік.
Себастьян де Рего Баррос Нетто випав з вікна своєї квартири, розташованої на 11-му поверсі житлового будинку в Копакабана, 9 листопада 2015 року у віці 75 років. При падінні був одягнений в костюм і краватку, була знайденна поряд з ним відкрита книга про колишнього президента Бразилії Жетулью Варгаса, що свідчить про те, що він можливо читав під час падіння. Там не було ніяких ознак насильства чи боротьби на місці події. Він пережив свою дружину Марію Христину де Ламар Рего Баррос